# Ambasada RP przy Stolicy Apostolskiej
Ambasada Rzeczypospolitej Polskiej przy Stolicy Apostolskiej (wł. Ambasciata della Repubblica di Polonia presso la Santa Sede) – polska misja dyplomatyczna przy Stolicy Apostolskiej. Jej kierownikiem od 2022 jest ambasador Adam Kwiatkowski. Ambasador Rzeczypospolitej przy papieżu akredytowany jest również przy Zakonie Kawalerów Maltańskich.
Ambasada ma swoją siedzibę w Rzymie, choć nazywana jest ambasadą RP w Watykanie.

## Historia
Swoich ambasadorów przy papieżu, Polska utrzymywała już za czasów królów. Oprócz ambasadorów Rzeczpospolita miała także kardynałów-protektorów.
Pierwszy konkordat między Stolicą Apostolską i Rzecząpospolitą Polską podpisany został 10 lutego 1925, ratyfikowany 27 marca 1925. W latach przedwojennych rząd RP utrzymywał swojego ambasadora przy papieżu. W latach 1928–1931 siedziba ambasady mieściła się w Palazzo Cenci-Bolognetti.
Po przegranej Polski w 1939 watykańska placówka nadal działała. Dla bezpieczeństwa przeniesiona została na teren Watykanu.

### Czasy PRL
12 września 1945 Tymczasowy Rząd Jedności Narodowej zerwał konkordat. Komunistyczne władze nie nawiązały stosunków dyplomatycznych ze Stolicą Apostolską.
Rząd Polski na emigracji był uznawany za legalny przez Stolicę Apostolską za pontyfikatów Piusa XII, Jana XXIII i część pontyfikatu Pawła VI. W tym czasie szefem misji dyplomatycznej z ramienia rządu RP w Londynie był Kazimierz Papée, który rozpoczął urzędowanie na tym stanowisku jeszcze w lipcu 1939. Do końca grudnia 1958 był on ambasadorem Rzeczypospolitej Polskiej przy Stolicy Apostolskiej, a po śmierci papieża Piusa XII, gdy nowy papież Jan XXIII odmówił jego akredytacji, sprawował funkcję Administratora Spraw Ambasady RP przy Stolicy Apostolskiej w randze chargé d’affaires ad interim.
19 października 1972 Stolica Apostolska cofnęła ostatecznie swoje uznanie dla emigracyjnego rządu RP. Był to warunek sine qua non władz PRL do podjęcia rozmów w sprawie normalizacji wzajemnych stosunków. Tym samym zakończyła się misja Kazimierza Papée, choć Prezydent RP na uchodźstwie Stanisław Ostrowski odwołał go z funkcji ambasadora dopiero 24 maja 1976.
W lipcu 1974 doszło do spotkania abp Agostino Casarolego z Sekretariatu Stanu Stolicy Apostolskiej z wiceministrem spraw zagranicznych PRL Józefem Czyrkiem. W jego wyniku powołany został Zespół ds. Stałych Kontaktów Roboczych między PRL a Stolicą Apostolską. Od jesieni 1974 rząd PRL wysyłał swoich przedstawicieli do Watykanu, którzy rezydowali w ambasadzie PRL przy Republice Włoskiej. Powstanie zespołu nie było traktowane jako nawiązanie stosunków dyplomatycznych. Komuniści nie nawiązali stosunków dyplomatycznych również po wyborze obywatela PRL kard. Karola Wojtyły na papieża.

### III Rzeczpospolita
Po wyborach czerwcowych, 7 lipca 1989 minister spraw zagranicznych PRL Tadeusz Olechowski wystosował list do sekretarza Sekcji Kontaktów z Państwami Sekretariatu Stanu Stolicy Apostolskiej abp. Angelo Sodano z prośbą o wznowienie stosunków dyplomatycznych. Abp Sodano odpisał, że Z uwagi na znaczenie stosunków jakie Polska zawsze utrzymywała ze Stolicą Apostolską, Sekretariat Stanu, Sekcja do spraw stosunków z państwami akceptuje, aby przedstawicielstwa dyplomatyczne były w randze Nuncjatury Apostolskiej i Ambasady.
W wyniku tych decyzji 5 października 1989 listy uwierzytelniające złożył pierwszy ambasador PRL przy Stolicy Apostolskiej Jerzy Kuberski (dotychczasowy przewodniczący zespołu ds. Stałych Kontaktów Roboczych między PRL a Stolicą Apostolską). Ambasada mieściła się w niewielkim lokalu przy Borgo Santo Spirito.
28 lipca 1993 podpisano konkordat, jednak przez upadek rządu Hanny Suchockiej i dojście do władzy koalicji SLD i PSL na jego ratyfikację trzeba było czekać do nowych wyborów. Dokument ratyfikacyjny został podpisany przez prezydenta Aleksandra Kwaśniewskiego 23 lutego 1998 i wszedł w życie 25 kwietnia 1998.
3 listopada 1997 ambasada, a także rezydencja ambasadora zostały przeniesione do budynku należącego do kościoła polskiego w Rzymie przy via dei Delfini 16.

## Posłowie i ambasadorowie
- Konstanty Skirmunt (sierpień 1917, przedstawiciel Paryskiego Komitetu Narodowego Polskiego przy królu Włoch i Stolicy Świętej)[4]
- Józef Wierusz-Kowalski (1919–1922, poseł)[4]
- Władysław Skrzyński (1921–1924, poseł)
- Władysław Skrzyński (1924–1937, ambasador)
- Stanisław Janikowski (1937–1939, chargé d’affaires a.i.)
- Kazimierz Papée (1939–1959, ambasador)
- Kazimierz Papée (1959–1972, chargé d’affaires a.i.)
- Jerzy Kuberski (1989–1990)
- Henryk Kupiszewski (1990–1994)
- Antoni Kapliński (1994–1995, chargé d’affaires a.i.)
- Stefan Frankiewicz (1995–2001)
- Hanna Suchocka (2001–2013)
- Piotr Nowina-Konopka (2013–2016)[5]
- Janusz Kotański (2016[6]–2022[7][8])
- Marek Sorgowicki (2022, chargé d’affaires a.i.)
- Adam Kwiatkowski (od 2022)